# Dręcz pszczeli

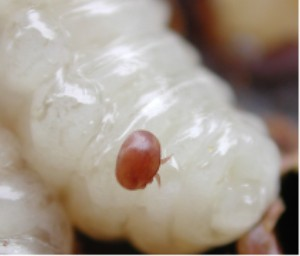
Varroa destructor na larwie pszczoły miodnej

Dręcz pszczeli (Varroa destructor) – gatunek pajęczaka, pasożyt pszczoły miodnej i pszczoły wschodniej, wywołuje warrozę. Jest głównym szkodnikiem rodzin pszczelich przyczyniającym się do znacznych strat w pszczelarstwie. Początkowo został opisany jako Varroa jacobsoni, obecnie uważany za odrębny gatunek.
Jest pasożytem zewnętrznym, atakuje zarówno młode, jak i dorosłe pszczoły. W ciągu 2–3 lat potrafi doprowadzić do śmierci całego gniazda, jeżeli nie zastosuje się leczenia. Początkowo występował tylko w Azji, jednak obecnie jest spotykany na całym świecie, z wyłączeniem niektórych wysp Pacyfiku. Poczwarki pajęczaka odżywiają się ciałem tłuszczowym pszczół. Ciało tłuszczowe odpowiada za kluczowe funkcje życiowe pszczoły, przez co pasożytowanie na nim doprowadza do znaczącego osłabienia pszczoły, a następnie zgonu. Jest to jeden z najistotniejszych czynników masowego wymierania pszczół miodnych. Przenosi wiele chorób wirusowych, na które sam nie choruje, a które mogą dotknąć pszczołę.